# Monocystis
Monocystis es un género de foraminífero planctónico considerado homónimo posterior de Monocystis Stein, 1848, de estatus incierto, y sinónimo posterior de Orbulina de la subfamilia Orbulininae, de la familia Globigerinidae, de la superfamilia Globigerinoidea, del suborden Globigerinina y del orden Globigerinida. Su especie tipo era Miliola (Monocystis) arcella. Su rango cronoestratigráfico abarcaba el Holoceno.

## Descripción
Su descripción podría coincidir con la del género Orbulina, ya que Monocystis ha sido considerado un sinónimo subjetivo posterior. No obstante, permanece en un estatus muy incierto.

## Discusión
Clasificaciones posteriores incluirían Monocystis en la familia Orbulinidae.

## Clasificación
Monocystis incluía a la siguiente especie:
- Monocystis arcella